# Лицона (Белуно)
Лицона (итал. Lizzona) је насеље у Италији у округу Белуно, региону Венето.
Према процени из 2011. у насељу је живело 63 становника. Насеље се налази на надморској висини од 386 м.